# 쿠리타 에미
쿠리타 에미(일본어: 栗田 恵美, 1994년 6월 14일~)는 일본의 그라비아 아이돌이다. 과거 아이돌로 활동했었으며 현재는 쿠리에미(くりえみ)라는 이름으로 활동 중이다.